# Oberhövel
Oberhövel ist eine Hofschaft in Halver im Märkischen Kreis im Regierungsbezirk Arnsberg in Nordrhein-Westfalen (Deutschland).

## Lage und Beschreibung
Oberhövel liegt auf 415 Meter über Normalnull westlich vom Halveraner Hauptort am Rande eines Waldgebiets. Nachbarorte sind neben dem Hauptort die Orte  Schmalenbach, Nonnenennepe, Büchermühle, Niederhövel und Altemühle. Der Ort ist über Nebenstraßen zu erreichen, die den Hauptort mit dem Ortsteil Eickerhöhe verbinden. 
Im Wald nördlich und westlich des Ortes ist ein großflächiges Vorkommen von Hülsen als Naturdenkmal Hülsengelände Im Keller unter Schutz gestellt.

## Geschichte
Oberhövel wurde erstmals 1470 urkundlich erwähnt, die Entstehungszeit der Siedlung wird aber für den Zeitraum zwischen 1200 und 1300 am Ende der mittelalterlichen Rodungsperiode vermutet.
Im Jahre 1818 lebten vier Einwohner im Ort. Laut der Ortschafts- und Entfernungs-Tabelle des Regierungs-Bezirks Arnsberg wurde Oberhövel unter dem Namen Obern Hövel als Hof kategorisiert und besaß 1838 eine Einwohnerzahl von 15, allesamt evangelischen Glaubens. Der Ort gehörte zur Eickhöfener Bauerschaft innerhalb der Bürgermeisterei Halver und besaß drei Wohnhäuser und vier landwirtschaftliche Gebäude.
Das Gemeindelexikon für die Provinz Westfalen von 1887 gibt eine Zahl von 12 Einwohnern an, die in zwölf Wohnhäusern lebten.